# Jackie Stiles
Jackie Marie Stiles (Kansas City, 21 de diciembre de 1978) es una baloncestista estadounidense retirada de la Women's National Basketball Association (WNBA) que ocupaba la posición de escolta.
Fue reclutada por los Portland Fire en el Draft de la WNBA de 2001 en la 4° posición de la primera ronda; militó en ese equipo hasta el año siguiente cuando una serie de lesiones la alejaron del baloncesto por un tiempo, a pesar de que fue reclutada por Los Angeles Sparks en 2002 sin llegar a jugar. En 2004 volvería a los Lubbock Hawks sin éxito, mientras que en 2006 ingresó al equipo australiano Canberra Capitals de la Women's National Basketball League (WNBL) donde se tuvo que retirar nuevamente por lesión.
En su promisoria carrera, fue galardonada como Rookie del Año de la WNBA en el año 2001.

## Estadísticas

### Totales
| Año                                                                                              | Equipo | J  | JI | MJ   | TC  | ITC | TC%  | 3P | 3PA | 3P%  | 2P  | 2PA | 2P%  | TL  | ITL | TL%  | RBO | RBD | RBT | AST | STL | BLK | TOV | PF  | PTS |
| ------------------------------------------------------------------------------------------------ | ------ | -- | -- | ---- | --- | --- | ---- | -- | --- | ---- | --- | --- | ---- | --- | --- | ---- | --- | --- | --- | --- | --- | --- | --- | --- | --- |
| 2001 ★                                                                                           | POR    | 32 | 32 | 1023 | 156 | 385 | .405 | 50 | 116 | .431 | 106 | 269 | .394 | 116 | 149 | .779 | 24  | 53  | 77  | 55  | 24  | 3   | 68  | 75  | 478 |
| 2002                                                                                             | POR    | 21 | 3  | 382  | 43  | 135 | .319 | 15 | 44  | .341 | 28  | 91  | .308 | 24  | 30  | .800 | 7   | 11  | 18  | 20  | 4   | 0   | 21  | 38  | 125 |
| Carrera                                                                                          |        | 53 | 35 | 1405 | 199 | 520 | .383 | 65 | 160 | .406 | 134 | 360 | .372 | 140 | 179 | .782 | 31  | 64  | 95  | 75  | 28  | 3   | 89  | 113 | 603 |
| Notas: J=Juegos; JI=Juegos iniciales; MJ=Minutos jugados; ITC=Intentos de TC; ITL=Intentos de TL |        |    |    |      |     |     |      |    |     |      |     |     |      |     |     |      |     |     |     |     |     |     |     |     |     |

### Por juego
| Año                                                                                              | Equipo | J  | JI | MJ   | TC  | ITC  | TC%  | 3P  | 3PA | 3P%  | 2P  | 2PA | 2P%  | TL  | ITL | TL%  | RBO | RBD | RBT | AST | STL | BLK | TOV | PF  | PTS  |
| ------------------------------------------------------------------------------------------------ | ------ | -- | -- | ---- | --- | ---- | ---- | --- | --- | ---- | --- | --- | ---- | --- | --- | ---- | --- | --- | --- | --- | --- | --- | --- | --- | ---- |
| 2001                                                                                             | POR    | 32 | 32 | 32.0 | 4.9 | 12.0 | .405 | 1.6 | 3.6 | .431 | 3.3 | 8.4 | .394 | 3.6 | 4.7 | .779 | 0.8 | 1.7 | 2.4 | 1.7 | 0.8 | 0.1 | 2.1 | 2.3 | 14.9 |
| 2002                                                                                             | POR    | 21 | 3  | 18.2 | 2.0 | 6.4  | .319 | 0.7 | 2.1 | .341 | 1.3 | 4.3 | .308 | 1.1 | 1.4 | .800 | 0.3 | 0.5 | 0.9 | 1.0 | 0.2 | 0.0 | 1.0 | 1.8 | 6.0  |
| Carrera                                                                                          |        | 53 | 35 | 26.5 | 3.8 | 9.8  | .383 | 1.2 | 3.0 | .406 | 2.5 | 6.8 | .372 | 2.6 | 3.4 | .782 | 0.6 | 1.2 | 1.8 | 1.4 | 0.5 | 0.1 | 1.7 | 2.1 | 11.4 |
| Notas: J=Juegos; JI=Juegos iniciales; MJ=Minutos jugados; ITC=Intentos de TC; ITL=Intentos de TL |        |    |    |      |     |      |      |     |     |      |     |     |      |     |     |      |     |     |     |     |     |     |     |     |      |